# Längene
Längene  (westallgäuerisch: Längənə) ist ein Gemeindeteil der Gemeinde Oberreute im bayerisch-schwäbischen Landkreis Lindau (Bodensee).

## Geographie
Die Einöde liegt circa 0,9 Kilometer westlich des Hauptorts Oberreute und zählt zur Region Westallgäu.

## Ortsname
Der Ortsname bezieht sich auf einen Flurnamen, der vom mittelhochdeutschen Wort lenge für Länge, länglicher Bereich stammt.

## Geschichte
Westlich von Längene stand eine Burg, die bereits im Dreißigjährigen Krieg eine Ruine war. Längene wurde erstmals im Jahr 1818 als Längenen erwähnt. Zu dieser Zeit bestand der Ort aus einem Wohngebäude und gehörte dem Gericht Simmerberg an. 1771 fand die Vereinödung in Unterreute mit neun Teilnehmern statt. Bis zur Gebietsreform 1972 gehörte Längene der Gemeinde Simmerberg an.

## Baudenkmäler
Siehe: Liste der Baudenkmäler in Längene